# Centro Internacional de Tecnologia e Inovação

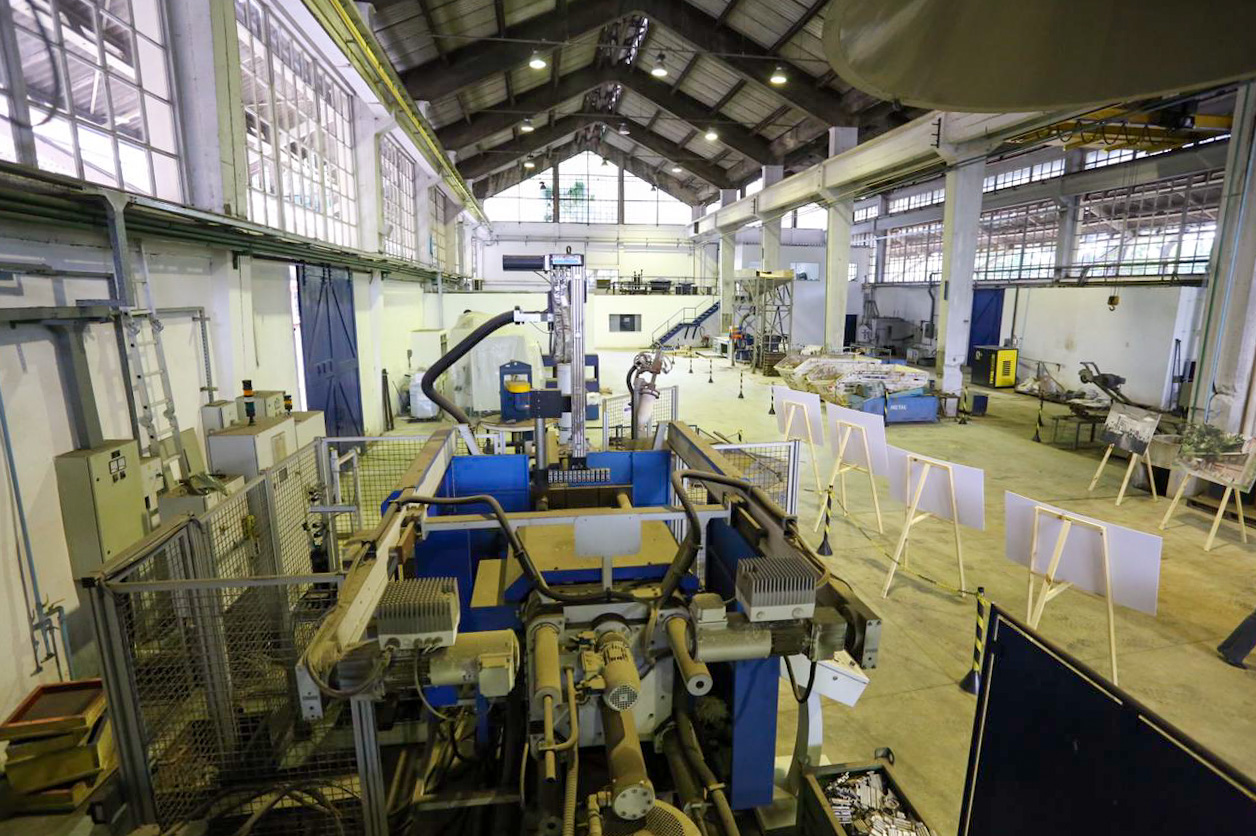
Parte do prédio do CITI durante a inauguração

O Centro Internacional de Tecnologia e Inovação (CITI) é um projeto criado pelo governo João Doria e realizado pela Secretaria de Desenvolvimento Econômico em parceria com a Prefeitura de São Paulo cujo intuito é a promoção de ciência, tecnologia e inovação. Localizado na cidade de São Paulo, o projeto foi desenvolvido para se tornar o "Vale do Silício da América Latina", conectando empresas, startups e pesquisadores em um único local, incentivando o desenvolvimento econômico do estado, além de tornar a cidade uma referência global nesses setores.
O CITI será dividido em quatro etapas, tendo a primeira sido concluída no final de 2020 com o lançamento do IPT Open Experience, no Instituto de Pesquisas Tecnológicas (IPT), destinado a empresas de diferentes portes e setores econômicos que requisitem soluções com alta intensidade tecnológica (hardtech).

## História e lançamento
A concepção do projeto se deu no ano de 2018, momento em João Doria ainda era prefeito de São Paulo. A ideia seria que o distrito de tecnologia e inovação fosse implantado na área da Ceagesp (Companhia de Entrepostos e Armazéns Gerais de São Paulo). Porém, no ano seguinte, quando Doria assumiu o governo do estado de São Paulo, houve uma divergência entre o governo do estado e o governo federal com relação à área da Ceagesp. Desse modo, com intuito de acelerar a implantação da proposta, o projeto precisou ser adaptado, o que levou Doria a aproveitar instalações já existentes do governo estadual.

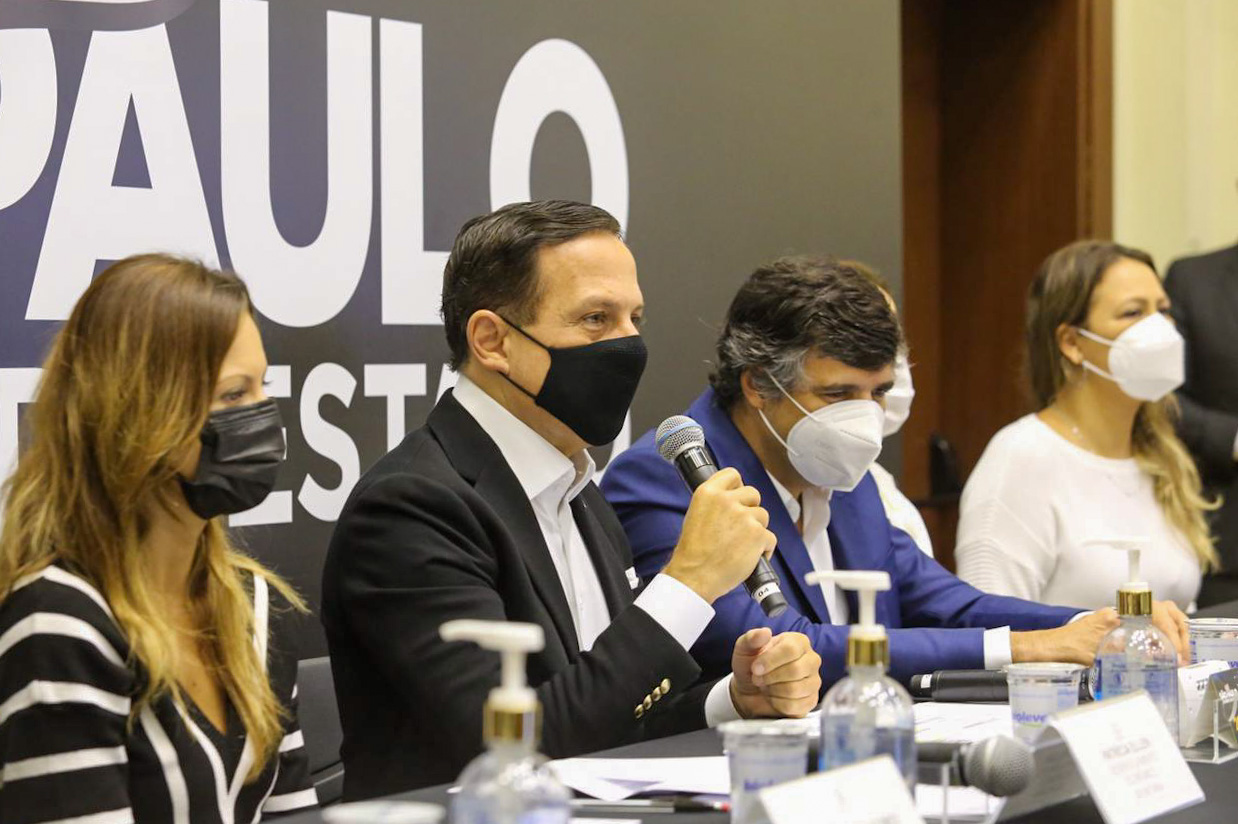
João Doria durante anúncio de assinatura dos contratos de adesão do CITI

A primeira das quatro fases do projeto, intitulada IPT Open Experienc, foi lançada em novembro de 2020 no espaço do Instituto de Pesquisas Tecnológicas (IPT). Nesse lançamento, a empresa de biotecnologia GranBio já deu início às atividades em suas instalações no campus, atuando na modalidade Centro de Inovação, e houve adesão de quatro multinacionais ao projeto: Siemens, Siemens Energy, Kimberly Clark e 3M, na categoria Hub de Inovação. Naquele momento, o projeto havia atraído investimentos de mais de meio bilhão de reais.

Em abril de 2021, André Esteves e Roberto Sallouti, do BTG Pactual, anunciaram a criação do Instituto de Tecnologia e Liderança (Inteli), que tem como inspiração o Instituto de Tecnologia de Massachusetts, nos Estados Unidos, o qual será focado em inovações e empreendedorismo na área da computação. A instituição, cuja fundação concretizou-se após a família de Esteves ter feito uma doação de 200 milhões de reais, localizada no Prédio 5 do Instituto de Pesquisas Tecnológicas, integra o IPT Open e oferecerá, em primeiro ano letivo (em 2022), quatro cursos de bacharelado: Engenharia da Computação, Engenharia de Software, Ciência da Computação e Sistemas de Informação.
"O Vale do Silício brasileiro para ter escala global precisa atrair talentos de todo país e de todo o mundo. O que os investidores precisam hoje no Brasil é estabilidade, é respeito das instituições e é isso que esse tipo de contrato nos permite fazer, uma parceria onde nós temos regras claras, todo modelo transparente de gestão. Estamos dando um próximo salto em investimento e tecnologia", Patricia Ellen, Secretária de Desenvolvimento Econômico, Ciência e Tecnologia do Estado de São Paulo.
Na segunda etapa, será inaugurado o Parque Tecnológico do Jaguaré, que será aglutinado ao IPT. Já nas terceira e a quarta etapas, haverá ampliação dos espaços para que laboratórios e centros de inovação de empresas, startups e incubadoras sejam instalados.